# Tugurhalbinsel
Die Tugurhalbinsel (russisch Тугурский полуостров) befindet sich an der Westküste des Ochotskischen Meeres in der Region Chabarowsk im Fernen Osten Russlands.

## Geographie
Die Tugurhalbinsel befindet sich östlich der Tugurbucht und westlich der Akademiebucht und der Ulbanbucht. Die Halbinsel besitzt eine Länge von etwa 92 km. Sie besitzt selbst eine (äußere) Halbinsel, welche über einen weniger als einen Kilometer breiten Isthmus mit der Festlands-näheren (inneren) Halbinsel verbunden ist. Die innere Halbinsel ist knapp 50 km lang, besitzt eine Breite von bis zu 28 km und erreicht mit dem Gora Talim eine maximale Höhe von 931 m. Die äußere Halbinsel ist 48 km lang, maximal 18 km breit und weist eine maximale Höhe von 521 m auf. Die Tugurhalbinsel besitzt eine Gesamtfläche von 1700 km². Den nördlichsten Punkt der Tugurhalbinsel bildet das Kap Lindholm. Der Tugurhalbinsel im Norden vorgelagert ist der Archipel der Schantarinseln. Zwischen den Inseln und der Tugurhalbinsel verläuft die an der engsten Stelle lediglich 4 km breite Lindholmstraße. Das Dorf Tugur liegt 20 km westlich der Tugurhalbinsel an der Mündung des Flusses Kutyn in die Tugurbucht. Die Tugurhalbinsel gehört zum Rajon Tuguro-Tschumikanski. Am Isthmus befindet sich die verlassene Siedlung Pereschejek. Die Tugurhalbinsel ist derzeit unbewohnt.

## Landschaft
Die gebirgige Tugurhalbinsel ist mit Bergtaiga bedeckt. Die Wälder bestehen hauptsächlich aus Dahurischen Lärchen.